# Campionati del mondo di atletica leggera 2009 - 800 metri piani maschili
Gli 800 metri piani maschili dei campionati del mondo di atletica leggera 2009 si sono svolti tra il 20 e il 23 agosto. Hanno partecipato 49 dei 51 atleti iscritti.
La gara è stata vinta dal sudafricano Mbulaeni Mulaudzi con il tempo di 1'45"29, mentre argento e bronzo sono andati, rispettivamente, al keniano Alfred Kirwa Yego e al bahreinita Yusuf Saad Kamel.
Gli standard di qualificazione erano 1'45"40 (standard A) e 1'46"60 (standard B).

## Batterie
Gli atleti sono stati divisi in 7 batterie. Sono passati alle semifinali i primi 3 di ogni batteria più i migliori 3 tempi.

### Batteria 1
| Pos. | Nome                 | Nazione   | Tempo    | Note                                     |
| ---- | -------------------- | --------- | -------- | ---------------------------------------- |
| 1    | Mbulaeni Mulaudzi    | Sudafrica | 1'46"40  | Q                                        |
| 2    | Abubaker Kaki Khamis | Sudan     | 1'46"41  | Q                                        |
| 3    | Fabiano Peçanha      | Brasile   | 1:46"68  | Q                                        |
| 4    | Sajjad Moradi        | Iran      | 1'47"68  | Miglior prestazione personale stagionale |
| 5    | Abraham Chepkirwok   | Uganda    | 1'48"57  |                                          |
| 6    | Eduard Villanueva    | Venezuela | 1'48"61  |                                          |
|      | Manuel Olmedo        | Spagna    | ritirato | ritirato                                 |

### Batteria 2
| Pos. | Nome                | Nazione     | Tempo   | Note                                     |
| ---- | ------------------- | ----------- | ------- | ---------------------------------------- |
| 1    | Nick Symmonds       | Stati Uniti | 1'47"12 | Q                                        |
| 2    | Belal Mansoor Ali   | Bahrein     | 1'47"16 | Q                                        |
| 3    | Ismail Ahmed Ismail | Sudan       | 1'47"20 | Q                                        |
| 4    | Mattias Claesson    | Svezia      | 1'48"02 |                                          |
| 5    | Thomas Chamney      | Irlanda     | 1'48"09 |                                          |
| 6    | Prince Mumba        | Zambia      | 1'48"13 |                                          |
| 7    | Ilija Ranitović     | Montenegro  | 1'53"17 |                                          |
| 8    | Iulio Lafai         | Samoa       | 2:03"51 | Miglior prestazione personale stagionale |

### Batteria 3
| Pos. | Nome               | Nazione     | Tempo   | Note                          |
| ---- | ------------------ | ----------- | ------- | ----------------------------- |
| 1    | Gary Reed          | Canada      | 1'45"76 | Q                             |
| 2    | Yuriy Borzakovskiy | Russia      | 1'45"86 | Q                             |
| 3    | Jeff Lastennet     | Francia     | 1'46"30 | Q,                            |
| 4    | Samson Ngoepe      | Sudafrica   | 1'46"54 | q                             |
| 5    | Ryan Brown         | Stati Uniti | 1'46"92 |                               |
| 6    | Mike Schumacher    | Lussemburgo | 1'48"18 | Miglior prestazione personale |
| 7    | Robin Schembera    | Germania    | 1'54"47 |                               |

### Batteria 4
| Pos. | Nome              | Nazione        | Tempo       | Note        |
| ---- | ----------------- | -------------- | ----------- | ----------- |
| 1    | Yusuf Saad Kamel  | Bahrein        | 1'46"43     | Q,          |
| 2    | Asbel Kiprop      | Kenya          | 1'46"52     | Q           |
| 3    | Khadevis Robinson | Stati Uniti    | 1'46"79     | Q           |
| 4    | Lukas Rifesser    | Italia         | 1'47"07     |             |
| 5    | Kléberson Davide  | Brasile        | 1'47"51     |             |
| 6    | Mahamoud Farah    | Gibuti         | 1'48"23     |             |
|      | Ali Al-Deraan     | Arabia Saudita | non partito | non partito |

### Batteria 5
| Pos. | Nome               | Nazione        | Tempo   | Note                                     |
| ---- | ------------------ | -------------- | ------- | ---------------------------------------- |
| 1    | Alfred Kirwa Yego  | Kenya          | 1'48"32 | Q                                        |
| 2    | Tamás Kazi         | Ungheria       | 1'48"40 | Q                                        |
| 3    | Marcin Lewandowski | Polonia        | 1'48"41 | Q                                        |
| 4    | Mohammed Al-Salhi  | Arabia Saudita | 1'48"43 |                                          |
| 5    | Luis Alberto Marco | Spagna         | 1'48"47 |                                          |
| 6    | Jozef Repcìk       | Slovacchia     | 1'48"73 |                                          |
| 7    | Evans Pinto        | Bolivia        | 1'52"23 |                                          |
| 8    | Arnold Sorina      | Vanuatu        | 2:00"13 | Miglior prestazione personale stagionale |

### Batteria 6
| Pos. | Nome               | Nazione     | Tempo       | Note        |
| ---- | ------------------ | ----------- | ----------- | ----------- |
| 1    | David Rudisha      | Kenya       | 1'47"83     | Q           |
| 2    | Yeimer López       | Cuba        | 1'48"04     | Q           |
| 3    | Michael Rimmer     | Regno Unito | 1'48"20     | Q           |
| 4    | Abdoulaye Wagne    | Senegal     | 1'48"22     |             |
| 5    | Dmitrijs Miļkevičs | Lettonia    | 1'48"43     |             |
| 6    | Mohammad Al-Azemi  | Kuwait      | 1'51"73     |             |
|      | Nadjim Manseur     | Algeria     | non partito | non partito |

### Batteria 7
| Pos. | Nome                  | Nazione     | Tempo   | Note                                     |
| ---- | --------------------- | ----------- | ------- | ---------------------------------------- |
| 1    | Jackson Mumbwa Kivuva | Kenya       | 1'46"17 | Q                                        |
| 2    | Bram Som              | Paesi Bassi | 1'46"33 | Q                                        |
| 3    | Amine Laâlou          | Marocco     | 1'46"38 | Q                                        |
| 4    | Moise Joseph          | Haiti       | 1'46"68 | q                                        |
| 5    | Adam Kszczot          | Polonia     | 1'46"70 | q                                        |
| 6    | Dmitrijs Jurkevics    | Lettonia    | 1'46"90 | Miglior prestazione personale stagionale |
| 7    | Pablo Solares         | Messico     | 1'47"96 | Miglior prestazione personale stagionale |

## Semifinali
Si qualificano alla finale i primi due classificati di ogni semifinale e i due migliori tempi successivi.

### Semifinale 1
Durante la gara, Marcin Lewandowski è caduto su Bram Som, che è inciampato su Abubaker Kaki. Dopo un reclamo, sia Lewandowski che Som sono stati ammessi alla finale.
| Pos. | Nome                  | Nazione     | Tempo        | Note         |
| ---- | --------------------- | ----------- | ------------ | ------------ |
| 1    | Nick Symmonds         | Stati Uniti | 1'45"96      | Q            |
| 2    | Jackson Mumbwa Kivuva | Kenya       | 1'46"32      | Q            |
| 3    | Belal Mansoor Ali     | Bahrein     | 1'46"57      |              |
| 4    | Tamás Kazi            | Ungheria    | 1'47"01      |              |
| 5    | Jeff Lastennet        | Francia     | 1'57"43      |              |
| 6    | Marcin Lewandowski    | Polonia     | 2'01"62      |              |
|      | Abubaker Kaki Khamis  | Sudan       | non concluso | non concluso |
|      | Bram Som              | Paesi Bassi | non concluso | non concluso |

### Semifinale 2
| Pos. | Nome                | Nazione     | Tempo    | Note     |
| ---- | ------------------- | ----------- | -------- | -------- |
| 1    | Yusuf Saad Kamel    | Bahrein     | 1'45"01  | Q,       |
| 2    | Yuriy Borzakovskiy  | Russia      | 1'45"16  | Q        |
| 3    | Alfred Kirwa Yego   | Kenya       | 1'45"22  | q,       |
| 4    | Mbulaeni Mulaudzi   | Sudafrica   | 1'45"26  | q        |
| 5    | Khadevis Robinson   | Stati Uniti | 1'45"91  |          |
| 6    | Adam Kszczot        | Polonia     | 1'46"33  |          |
| 7    | Absel Kiprop        | Kenya       | 1'52"05  |          |
|      | Ismail Ahmed Ismail | Sudan       | ritirato | ritirato |

### Semifinale 3
| Pos. | Nome            | Nazione     | Tempo   | Note                                     |
| ---- | --------------- | ----------- | ------- | ---------------------------------------- |
| 1    | Amine Laâlou    | Marocco     | 1'45"27 | Q                                        |
| 2    | Yeimer López    | Cuba        | 1'45"33 | Q                                        |
| 3    | David Rudisha   | Kenya       | 1'45"40 |                                          |
| 4    | Gary Reed       | Canada      | 1'45"60 |                                          |
| 5    | Moise Joseph    | Haiti       | 1'45"87 | Miglior prestazione personale stagionale |
| 6    | Fabiano Peçanha | Brasile     | 1'45"94 |                                          |
| 7    | Michael Rimmer  | Regno Unito | 1'46"77 |                                          |
| 8    | Samson Ngoepe   | Sudafrica   | 1'49"03 |                                          |

## Finale
| Pos. | Nome                  | Nazione     | Tempo   | Note |
| ---- | --------------------- | ----------- | ------- | ---- |
| 1    | Mbulaeni Mulaudzi     | Sudafrica   | 1'45"29 |      |
| 2    | Alfred Kirwa Yego     | Kenya       | 1'45"35 |      |
| 3    | Yusuf Saad Kamel      | Bahrein     | 1'45"35 |      |
| 4    | Yuriy Borzakovskiy    | Russia      | 1'45"57 |      |
| 5    | Amine Laâlou          | Marocco     | 1'45"66 |      |
| 6    | Nick Symmonds         | Stati Uniti | 1'45"71 |      |
| 7    | Bram Som              | Paesi Bassi | 1'45"86 |      |
| 8    | Marcin Lewandowski    | Polonia     | 1'46"17 |      |
| 9    | Jackson Mumbwa Kivuva | Kenya       | 1'46"39 |      |
| 10   | Yeimer López          | Cuba        | 1'47"80 |      |